# ナム・ドンの戦い
ナム・ドンの戦い（ナムドンのたたかい  ベトナム語：Trận Nam Đông / 陣南東）は、1964年7月6日に南ベトナム北部ナム・ドン前哨基地で起きたアメリカ陸軍、南ベトナム軍対北ベトナム軍の攻防戦である。

## 背景
アメリカがベトナムに対して全面介入する前、できる限り現地民の力でインドシナ半島の共産化を防ぐべく、南ベトナムに軍事顧問団として陸軍特殊部隊のグリーンベレー（アメリカ陸軍特殊部隊群）を派遣していた。
グリーンベレーは、南ベトナム政府軍やベトナムの中央高地に住む少数民族に軍事訓練を施し、実戦投入しようとした。また、偵察部隊を結成し、北ベトナムの偵察任務にあたっていた。

## 概要
アメリカ陸軍は、ラオス・ベトナム国境に走るホーチミン・ルート経由でベトナムに入国してくる共産ゲリラを阻害するため、南ベトナム北部のトゥアティエン＝フエ省ナムドン県（承天化省南東県）に有刺鉄線とブービートラップで囲まれた前哨基地を設置していた。
1964年7月5日の夜、グリーンベレー第5特殊部隊群分遣隊チームA-726の隊員たちは、ナム・ドン基地周辺で小競り合いが起きる事を予感していた。これは確かな情報があった訳ではなく、あくまで隊員間での直感だったが、隊長のロジャー・ドンラン大尉（当時）は、ゲリラの襲撃に備えるよう、部下に命じた。その数時間後、隊長の直感が正しかったことが証明されることとなった。
日付が変わり、6日の午前2時すぎ、北ベトナム軍がナム・ドン基地に向けて迫撃砲と重機関銃で攻撃を開始した。当時は基地にグリーンベレー隊員が12名、モンタニヤード（ベトナム中央高地少数民族）の民間不正規戦グループ（CIDG）が約300名、その他60名が所在した。北ベトナム軍は、約900名である。
戦闘が始まると、グリーンベレー隊員と民兵は物陰に隠れた。絶え間ない北ベトナムの砲撃が基地内に降り注いでいた。この砲撃で隊長のドンランは2度負傷した。1度目の砲撃では宙に投げ出され、2回目は砲弾が彼の近くで炸裂した。しかし、彼はそれでもなお、陣地内を駆け巡り、部下に指示を出し続け、興奮を促し士気を高めた。
ナム・ドンに駐留する部隊は、幾度もの北ベトナムによる攻撃に耐え続け、撃退していった。この際、数名のアメリカ兵と南ベトナム兵が犠牲となった。ドンランは、負傷しながらも指揮を執り続け、負傷者が出るたびに駆け寄り治療を行った。
夜が明けると、北ベトナムの攻撃も散発的となり、午前7時頃に、アメリカ軍の増援部隊（ヘリ28機、およそ93名）が到着。北ベトナム軍は退却した。
ついに数で負けるナム・ドン駐留部隊は勝利したが、チームA-726隊員3名、オーストラリア軍兵士が1名、南ベトナム民兵が55名が戦死。負傷は65名だった。

## その後
この戦闘の後、ドンランは、圧倒的に劣勢であり、その上負傷していたにも限らず、素晴らしい勇気と的確な指揮をしたとして、アメリカ政府に名誉勲章を授与された。また、チームA-726からも2人が殊勲十字章を死後に授与され、他4名が銀星章を、さらに5名が勇敢な行為をしたことを示す「V」の記章がいれられた青銅章を授与された。